# Joseph Whiteside Boyle
Joseph Whiteside Boyle - cunoscut și ca Klondike Joe Boyle - (n. 16 noiembrie 1867, Toronto, Ontario, Canada – d. 14 aprilie 1923, Greater London, Anglia, Regatul Unit) a fost un aventurier, om de afaceri și ofițer de origine canadiană, participant la Primul Război Mondial. A îndeplinit o serie de misiuni în Imperiul Rus și în Regatul României în cursul anilor 1917-1918, pentru care a fost decorat cu înalte distincții britanice, rusești și române. În epocă au circulat zvonuri despre o presupusă relație amoroasă cu Regina Maria a României, fără a exista însă o sursă sigură a acestora.

## Primii ani și familia
Joseph Boyle s-a născut la Toronto, fiind cel mai tânăr din cei patru copii ai soților Charles Boyle și Martha Bain, imigranți de origine irlandeză, respectiv scoțiană. Tatăl său era un cunoscut antrenor de cai de curse, stabilit la Woodstock, Ontario⁠(d). A avut doi frați mai mari, Charles și David și o soră Susan.
Între 1883-1884 Boyle urmează cursurile Colegiului Woodstock, de tradiție baptistă. După o călătorie alături de tatăl său la New York decide să se îmbarce ca marinar, petrecând următorii trei ani pe mare.:p.II
La o petrecere dată de fratele său, în cinstea întoarcerii lui de pe mare, în 1888 o cunoaște pe Mildred (Emilie) Raynor, o belgiancă care era divorțată și avea un copil și care va deveni peste trei zile soția lui Joe. Soția lui, Mildred, va da naștere la patru copii în zece ani (trei fete și un băiat). Cuplul a avut o relație tumultoasă, căsătoria destrămându-se în 1896, cei patru copii fiind împărțiți la divorț între cei doi : David (în 1890), apoi Flora, Susan și Charlotte. Printr-o înțelegere amiabilă se separă de Mildred, însă divorțul va fi pronunțat abia în 1907. Cu a doua soție, Elma Louise Humphries, cu care a întemeiat o a doua familie în 1908, va avea alți trei copii.

## Cariera civilă
In anul 1884, la 17 ani, se îmbarcă în portul New York pe vaporul "Wallace", care urma să plece către Oceanul Indian, via Capul Bunei Speranțe, în Africa de Sud și va rămâne pe mare timp de 3 ani. În timpul escalelor participă la  meciuri de box. În anul 1887 se întoarce la New York, unde se reîntâlnește cu fratele său David. Reîncepe să se ocupe de box și devine managerul unui club de box, la Hoboken, New Jersey. Cu acest prilej, îl cunoaște pe Frank Patrick Slavin⁠(d), campion australian de box, care va deveni amicul și asociatul său. După un câștig substanțial (56.000 dolari) la cursele de cai va cumpăra,împreună cu fratele său David, un mare domeniu The Firs („Brazii”) pentru mama lor. 
În iunie 1897, împreună cu Slavin și cu un alt boxer, Frank Raphael, se îmbarcă pe vasul "SS City of Pueblo" cu destinația Victoria, Columbia Britanică în drum către Skagway, de unde vor traversa Canalul Chilkoot⁠(d), pentru a ajunge la Dawson City, în nordul  Yukonului canadian. Cu un grup de 14 oameni deschide o nouă cale de acces către Yukon și Dawson, numită "White Pass". La Eldorado Claim13 se înregistrează ca și căutător de aur. În perioada  acestor expediții aventuroase se întâlnește cu Jack London, cu care devine bun prieten. În cartea sa, Burning Daylight, Jack London va face portretul lui Boyle, întruchipat de unul din personaje. Boyle a devenit unul din marii proprietari din Dawson, de terenuri aurifere, două mori și mai multe case. După o perioadă petrecută la Londra, Detroit etc., inclusiv o călătorie în Europa, revine în Dawson pentru a prelua controlul asupra companiei sale Granville Mining Company din Yukon. Va folosi o nouă metodă  pentru extragerea aurului, cu macarale flotante, de pe fundul râurilor Klondike și Dawson. Va deveni simbolul Yukonului, fiind supranumit Regele Klondikeului. În timpul unei noi călătorii la Londra, se întâlnește cu Herbert Hoover, viitorul președinte al Statelor Unite, care va rămâne prietenul său. Atunci când, în 1914, Canada intră în război, dorește să se înroleze în armată pentru a lua parte la Primul Război Mondial (deși are 47 de ani).

## Cariera militară
Boyle organizează un batalion de mitraliori, de cincizeci de oameni din Yukon, pe care îi va plăti din banii săi, cu care să apere Anglia și Imperiul Britanic. Își oferă serviciile sale și ale oamenilor săi, printr-o scrisoare adresată ministrului Milițiilor la Otawa, Sam Hughes, iar oferta este acceptată. Abia în iunie 1916, batalionul va pleca spre Europa, însă fără Boyle, căruia i s-a explicat că la vârsta de 49 de ani este prea bătrân, pentru participare în război. La 16 septembrie 1916, "Gazette Officielle du Canada" anunță numirea sa ca Locotenent Onorific al miliției canadiene. În 1917 președintele Herbert Hoover îi sugerează să lucreze pentru Asociația Inginerilor Americani (ACE), care îi va cere să-și asume responsabilitatea de a ajuta la reorganizarea liniilor feroviare ruse. În iunie 1917 se află la Petersburg, unde îi face o vizită ambasadorului britanic, Sir George Buchanan, care nu prea înțelege ce caută un militar canadian în Rusia cu o asociație de ingineri americani. Ajunge între timp la Tarnopol în Ucraina, unde armata rusă se pregătește să respingă o mare ofensivă germano-austriacă în Galiția, însă ofensiva rusă se transformă în dezastru. La 20 iulie, Alexandru Kerenski preia conducerea unui guvern provizoriu. Boyle  organizează un batalion de femei, supranumit "Batalionul morții" în jurul orașului Tarnopol, pentru apărarea orașului. Boyle ordonă trecerea a șapte corpuri de armată ruse prin oraș, le dirijează către est, pentru a consolida o nouă linie de apărare. În 14 iulie, Tarnopol este cucerit de armatele Puterilor Centrale. Pe 28 august, Joseph Boyle este decorat cu Ordinul militar rus "Stanislaus" clasa a II-a, de către generalul Kornilov, pentru rolul său decisiv în apărarea Tarnopolului. Prin generalul Tikminev, face propunerea să se pună în slujba guvernului provizoriu al Rusiei. Primește mandatul de a pleca spre Odesa, via Kiev, înainte de a se îndrepta spre Iași, unde forțele române și Curtea Regală erau blocate, cu scopul de a inspecta rețeaua feroviară de la nord la sud, pentru a constata dacă aceasta era capabilă să transporte ajutoarele necesare României. 

## În sprijinul României
Boyle ajunge în România pe 12 septembrie 1917, ia legătura cu Ministerul Transporturilor, cu responsabilii căilor ferate, cu militari etc. Prezintă guvernului român un plan detaliat pentru aprovizionarea României din Rusia și transportul hranei către România. Se reîntoarce la Petrograd (Sankt Petersburg) în octombrie 1917, unde face cunoștință cu căpitanul George A. Hill⁠(d), un ofițer de informații britanic, care va rămâne colaboratorul său. 
În luna decembrie 1917, solicită  și obține de la guvernul bolșevic din Rusia, în numele guvernului român, să restituie fonduri de arhivă ale Ministerului Afacerilor Externe și rezerve de bilete de bancă ale Băncii Naționale a României, care fuseseră trimise împreună cu o parte din bijuteriile coroanei, la Moscova cu prilejul invaziei Bucureștiului în 1916. Trenul care transportă documente și ajutoare pentru România ajunge în gara Iași în ziua de Crăciun a anului 1917. 
În februarie 1918 a servit ca principal intermediar, în numele guvernului român, pentru realizarea încetării focului cu forțele revoluționare ale RUMCEROD, în care scop duce tratative cu Cristian Racovski – reprezentat al RUMCEROD și al Consiliului Autonom de la Odesa. Boyle reușește să obțină toate semnăturile oficialilor români pentru ratificarea tratatului de pace negociat cu sovieticii și pleacă spre Odesa cu un avion militar francez, pus la dispoziția sa de generalul francez Berthelot. La Odesa, tratatul ratificat este publicat în ziarele locale și chiar afișat pe stradă. 
În perioada martie-aprilie 1918, a contribuit la eliberarea a 92 de ostateci români din Odesa, Feodosia și Sevastopol, schimbați la Sulina contra  a 73 de militari ruși deținuți de către Armata Română.
Mai târziu, o stradă din Galați va purta numele „Joe Boyle”. După instaurarea comunismului a fost redenumită ca strada Reconstrucției.

## Relația cu Regina Maria
Pe regina Maria o va întâlni pentru prima oară pe 2 martie 1918  (3 martie, după Jurnalul reginei Maria).

## Decorații
- Ordinul „Steaua României”, în grad de ofițer (1918)
- Distinguished Service Order (1918)